# Belial
Belial és un terme que apareix a la Bíblia hebrea/Antic Testament que més tard es va personificar com  dimoni, el nom del qual significa en hebreu "sense vàlua" en textos cristians del Nou Testament. Les grafies alternatives inclouen Baalial, Balial, Belhor, Beliall, Beliar, Berial, Bylyl i Beliya'al. A l'Evangeli apòcrif de Joan, un primer text del Gnòstic, el governant de l'inframón es coneix com Belias.
Viu al nord de l'infern i té més força al mes de gener. Sol governar els elementals de terra, que llença en hordes destructores sobre la Terra. Segons les versions, és el pare de Llucifer o el seu subordinat. S'associa a la luxúria i a tot el que impliqui bruixeria.
En l'obra de John Milton, el Paradís Perdut, aconsella abandonar la guerra directa contra el Cel. Té una aparença agradable i convenç els sacerdots que abandonin la seva fe.